# Abolla pellicosta
Abolla pellicosta — вид метеликів-еребід який зустрічається в Бразилії та Французькій Гвіані, єдиний вид роду Abolla.